# Will H. Hays

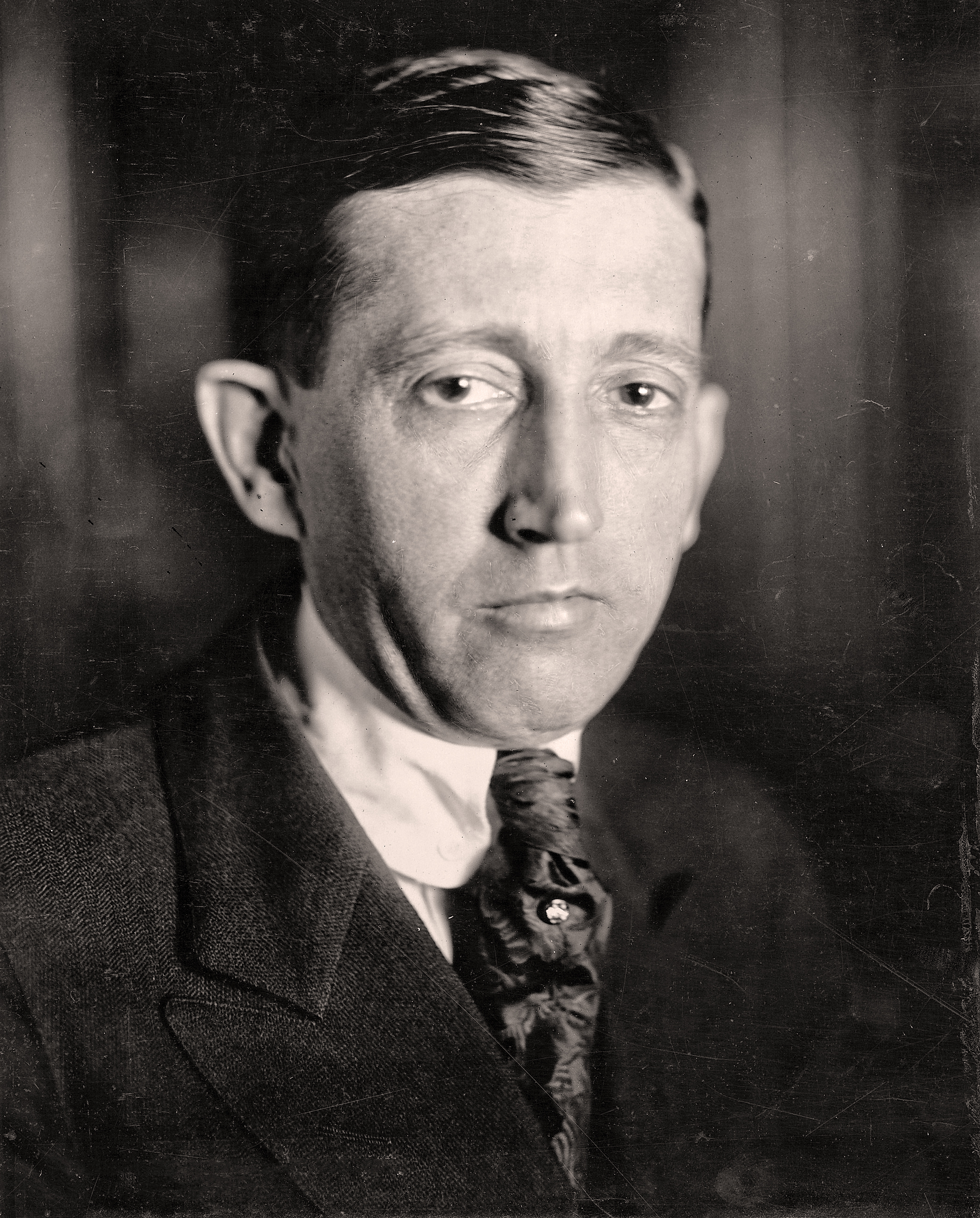
Will H. Hays (1921)

William Harrison „Will“ Hays (* 5. November 1879 in Sullivan, Sullivan County, Indiana; † 7. März 1954 ebenda) war ein US-amerikanischer Politiker (Republikanische Partei) und langjähriger Präsident der Motion Picture Producers and Distributors of America (MPPDA). Als solcher war er auch maßgeblich für den sogenannten „Hays Code“ verantwortlich, welcher über Jahrzehnte Hollywoodfilme zensierte.

## Biografie

### Republikanischer Politiker und Postminister
Hays, Sohn eines Juristen, wurde nach dem Studium am College von Wabash im Jahr 1900 ebenfalls zum Rechtsanwalt im Bundesstaat Indiana zugelassen. Von 1918 bis 1921 war er Vorsitzender des Republican National Committee, das verantwortlich für die Koordinierung des Fundraising, die Koordinierung der Wahlkampfstrategie sowie die Entwicklung und landesweite Darstellung der politischen Positionen der Gesamtpartei ist. In dieser Funktion war er zugleich Manager des Wahlkampfs von Warren G. Harding bei der Präsidentschaftswahl 1920.
Nach der Wahl Hardings berief dieser ihn am 5. März 1921 als Postminister (Postmaster General) in sein Kabinett. Dieses Amt hatte Hays knapp ein Jahr lang bis zum 4. März 1922 inne, als er wegen seiner Verwicklung in den Teapot-Dome-Skandal zurücktreten musste.

### Präsident der MPPDA und der Hays Code

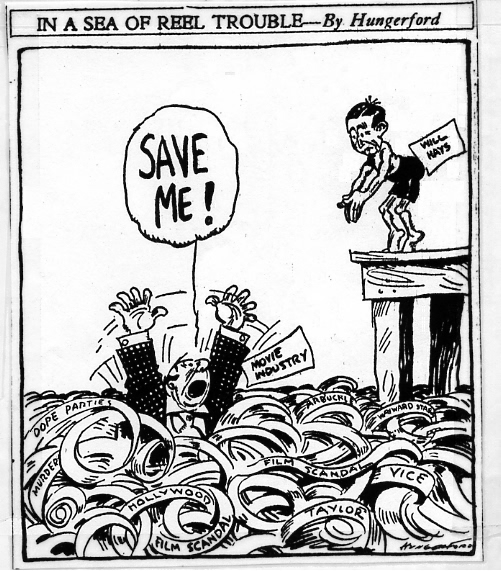
Karikatur von Hays als „Retter der Filmindustrie“ (1922)

Anschließend war er von 1922 bis 1945 Präsident der Motion Picture Producers and Distributors of America (MPPDA), der heutigen Motion Picture Association of America, die Filme bewertet und anschließend entscheidet, für welche Ziel- und Altersgruppe sich der jeweilige Film eignet.
In den Anfangsjahren erzählten Hollywood-Filme nicht selten Geschichten, die das soziale oder politische Reglement der jeweiligen Zeit durchbrachen. Ein Kinoabend konnte Themen wie Nacktheit, Vulgärsprache, illegale Drogen oder BDSM beinhalten. Der Filmregisseur William Desmond Taylor wurde ermordet, Charles Chaplin hatte minderjährige Mädchen als Geliebte und im Haus des Regisseurs und Produzenten Cecil B. DeMille hatte sich ein Mord ereignet. Unabhängig vom Wahrheitsgehalt gab es die wachsende Wahrnehmung, dass Hollywood ein „Sündenpfuhl“ sei, voller Dekadenz, Drogen, Orgien, Glücksspiel, Prostitution und wucherndem sozialen Verfall.
In den frühen 1920er Jahren hatten einige Städte und Bundesstaaten Zensurgesetze erlassen, die eine Überprüfung von Filmen vor öffentlichen Aufführungen vorsahen und Beamten das Herausschneiden bestimmter Filmszenen erlaubten. Zeitgleich begannen im Kongress Debatten über die Einführung eines Bundesgesetzes zur Kontrolle von Filminhalten. Um dieser Gesetzgebung zu entgehen, gründete die Filmindustrie die Picture Producers and Distributors of America (MPPDA) als Instrument der freiwilligen Selbstkontrolle von Filmen.
Hays schien für das Amt des Präsidenten der MPPDA sehr geeignet, da er bereits als Postminister das Versenden pornografischen Materials durch den United States Postal Service mit drastischen Strafanzeigen verfolgt hatte. Gleich zu Beginn seines Amtsantritts gab das Büro der MPPDA eine Schwarze Liste mit Namen von Filmschauspielern und Mitarbeitern heraus, die nicht mehr durch die Filmstudios beschäftigt werden sollten. Gleichzeitig wurden Vertragsklauseln zur Moralität von Schauspielern eingeführt und eine formelle Liste von Verhaltensrichtlinien für Filmproduzenten veröffentlicht. Obwohl Schauspieler und Regisseure, die sich nicht an diese „Don'ts“ und „Be Carefuls“ genannten Regeln hielten, ihre Karriere riskierten, wurde den Filmen trotz der Reglementierungen weiterhin ein Mangel an Moral vorgeworfen.
Nach der Bildung der Catholic Legion of Decency durch die Katholische Kirche und aufkommenden landesweiten Boykotten erließ Hays am 31. März 1930 einen formellen Produktionskodex, den sogenannten Hays Code. Diese Regeln enthielten jedoch bis 1934 keine Strafen, sodass nur wenige sie befolgten. Tatsächlich kam es zur Pre-Code-Ära, in der Themen wie Sex und Kriminalität behandelt wurden. Erst danach wurde festgelegt, dass Filme nicht ohne Zertifizierung durch das MPPDA veröffentlicht werden durften. Danach war der Production Code nahezu Gesetz in Hollywood.

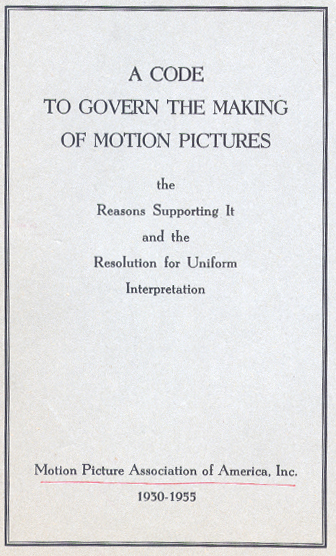
Titelseite des Hays Code (1930)

Durch den Hays Code wurden Darstellungen von Homosexualität, Nacktheit, „zweideutigen Tänzen“, aber auch von Entbindungen verboten. Darüber hinaus war jeder Geistliche in einer seriösen und angesehenen Art darzustellen. Vulgarität, Vergeltung, Rassenmischung, ungehörige Sprache und „exzessives und lustvolles Küssen“ verstießen ebenfalls gegen diese Regeln. Weiterhin ordnete der Code an, dass Kriminalität, Ehebruch oder vorehelicher Geschlechtsverkehr nicht in einem positiven Licht erscheinen durften, sowie dass die US-Regierung und ihre Beschäftigung als nichts anderes zu sehen sein sollten als eine Kraft für das Gute.
In der Praxis bedeutete dies für die Filmindustrie für rund 30 Jahre, dass das Böse immer überführt wurde und der gute Held nicht mehr als einen Kuss bekam. Letztlich bedeutete der Hays Code auch eine Beeinträchtigung der Kunst im Film, da die Auswahl der Filmemacher eingeschränkt war. Andererseits bedeutete der Production Code, dass Filme ohne Bedenken letztlich von der ganzen Familie gesehen werden konnten. Kurz nach dem Rücktritt von Hays 1945 änderte die MPPDA ihren Namen in MPAA. Diese führte in den 1960er Jahren ein neues Bewertungssystem ein.
1926 schrieb er Filmgeschichte mit, als Warner Brothers für den Film „Don Juan“ mit John Barrymore zum ersten Mal einzelne Passagen des Films auf einem extra Tonträger mit von Hays gesprochenen Dialogen unterlegten. Der Erfolg des Projekts legte den Grundstein für den Tonfilm. Auf der Titelseite des Time Magazine vom 13. September 1926 erschien Hays mit dem Titel „Filmkönig“ (Movie Monarch).
1955 erschien postum seine Autobiografie unter dem Titel „The Memoirs of Will H. Hays“.
Die Hays Mountains in der Antarktis tragen seinen Namen.